# یوژنو-ساخالینسک
شهر یوژنو-ساخالینسک (به روسی: Южно-Сахалинск) در کشور روسیه و در اوبلاست ساخال]] واقع شده‌است.
در طول دوره حکومت ژاپن، این شهر در ناحیه تویوهارا، استان تویوهارا (豐原支廳)، استان کارافوتو واقع شده بود.
این شهر در ۴۲ کیلومتری جنوب کورساکوف/اوتوماری واقع شده است.

## تاریخ
معاهده پورتسموث، که در ۵ سپتامبر ۱۹۰۵ در پورتسموث، نیوهمپشایر امضا شد، به جنگ روسیه و ژاپن در سال‌های ۱۹۰۴-۱۹۰۵ پایان داد. ژاپن سرزمین‌هایی در جنوب جزیره ساخالین را دریافت کرد و شبه جزیره لیائودونگ و سیستم راه‌آهن روسیه در جنوب منچوری را اجاره داد. ولادیمیروفکا به تویوهارا (به معنی "دره فراوانی") تبدیل شد، پایتخت استان کارافوتو ژاپن. در اواخر جنگ جهانی دوم، این شهر توسط نیروهای شوروی اشغال شد و در نهایت به یوژنو-ساخالینسک و مرکز اداری آن تبدیل شد.
در طول دوره حکومت ژاپن، این شهر در منطقه تویوهارا، استان تویوهارا (豐原支廳)، استان کارافوتو واقع شده بود.
تنش‌ها بین ژاپن و روسیه بر سر این جزیره همچنان ادامه دارد.